# Циншань (Баотоу)
Цинша́нь (кит. упр. 青山, пиньинь Qīngshān) — район городского подчинения городского округа Баотоу автономного района Внутренняя Монголия (КНР).

## История
До образования КНР эти земли входили в состав уезда Баотоу (包头县) и хошуна Урад-Цяньци. В 1956 году на них был образован район Циншань.

## Административное деление
Район Циншань делится на 10 уличных комитетов и 3 посёлка.